# Алмашу Маре (Алба)
Алмашу Маре (рум. Almaşu Mare) насеље је у Румунији у округу Алба у општини Алмашу Маре. Општина се налази на надморској висини од 635 m.

## Историја
Према државном шематизму православног клира Угарске 1846. године у месту "Нађ Алмаш" живело је 262 породице, са још придодатих 42 из филијале Надаждија. Православни пароси су били поп Арон Опровић и поп Анђел Костиа.

## Становништво
Према подацима из 2002. године у насељу је живело 1690 становника.

### Попис2002.
| Расподела становништва по националности 2002.‍ | Расподела становништва по националности 2002.‍ | Расподела становништва по националности 2002.‍ | Расподела становништва по националности 2002.‍ | Расподела становништва по националности 2002.‍ |
| --------------------------------------------- | --------------------------------------------- | --------------------------------------------- | --------------------------------------------- | --------------------------------------------- |
|                                               |                                               |                                               |                                               |                                               |
| Румуни                                        | Румуни                                        |                                               | 1.664                                         | 98,5%                                         |
| Мађари                                        | Мађари                                        |                                               | 3                                             | 0,2%                                          |
| Роми                                          | Роми                                          |                                               | 23                                            | 1,4%                                          |

### Хронологија
| Година       | 1992 | 1993 | 1994 | 1995 | 1996 | 1997 | 1998 | 1999 | 2000 | 2001 | 2002 | 2003 | 2004 | 2005 | 2006 | 2007 | 2008 | 2009 | 2010 | 2011 | 2012 | 2013 | 2014 | 2015 | 2016 | 2017 |
| ------------ | ---- | ---- | ---- | ---- | ---- | ---- | ---- | ---- | ---- | ---- | ---- | ---- | ---- | ---- | ---- | ---- | ---- | ---- | ---- | ---- | ---- | ---- | ---- | ---- | ---- | ---- |
| Становништво | 2031 | 1984 | 1941 | 1883 | 1836 | 1799 | 1786 | 1753 | 1718 | 1691 | 1648 | 1606 | 1569 | 1520 | 1470 | 1436 | 1396 | 1353 | 1344 | 1356 | 1331 | 1313 | 1303 | 1293 | 1287 | 1254 |